# California Lutheran University
Die California Lutheran University (CLU) ist eine  private Universität der  Evangelisch-Lutherischen Kirche in Amerika in der Stadt Thousand Oaks im Ventura County, Kalifornien, (USA).
Die CLU wurde im Jahr 1959 von der schwedischen Einwanderungsfamilie Pederson als California Lutheran College gegründet. 1986 wurde der Name in University geändert. Der U.S. News and World Report reihte die Universität 2012 an 18. Stelle unter den regionalen Universitäten im Westen der USA.

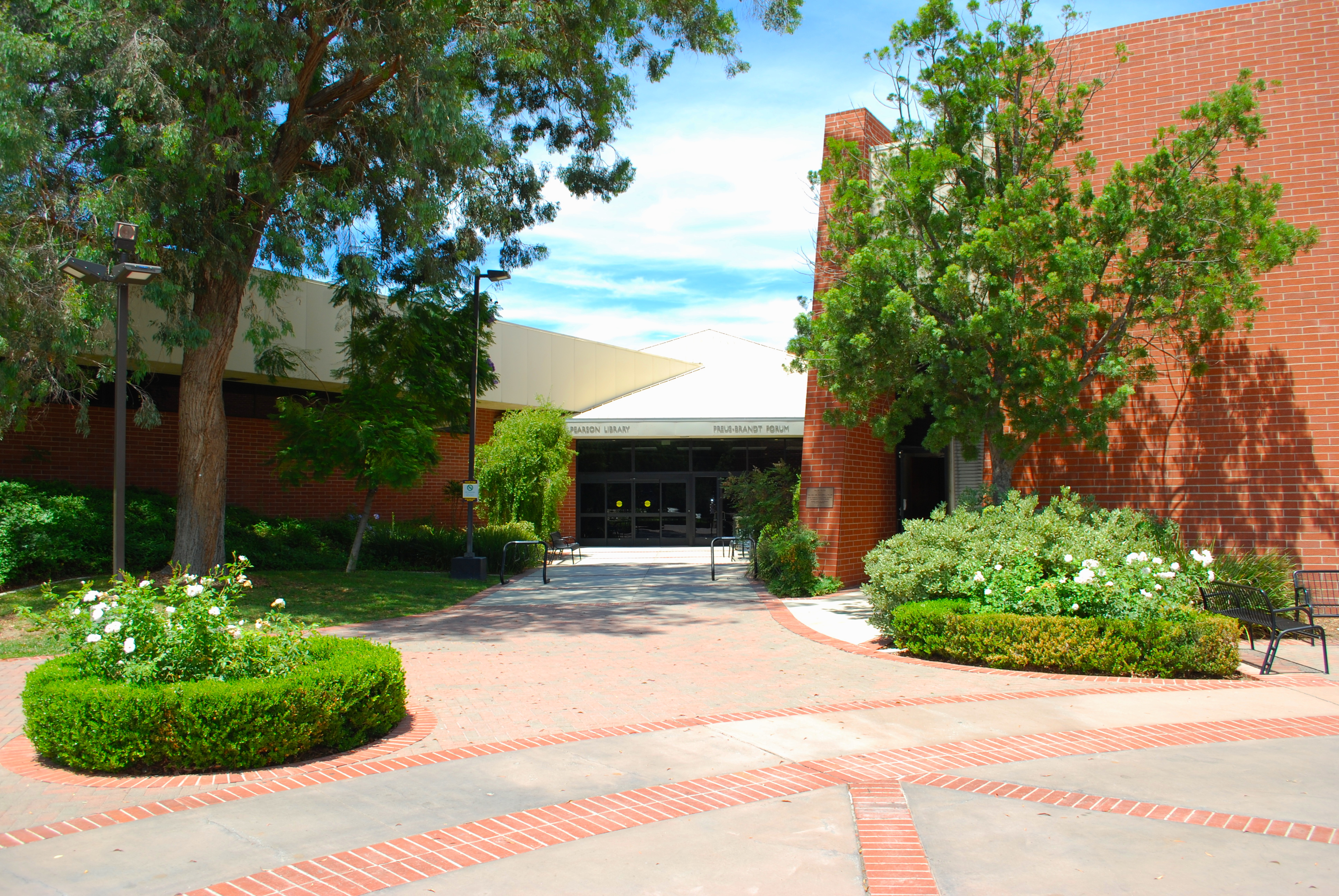
Bibliotheksgebäude (Pearson library) der California Lutheran University

## Einteilung
Die Lehre der Universität ist eingeteilt in:
- Geistes- und Naturwissenschaften (College of Arts and Sciences)
- Wirtschaft (School of Management)
- Aufbaustudiengänge Pädagogik/Bildung (Graduate School of Education)
- Aufbaustudiengänge Psychologie (Graduate School of Psychology)
- Weiterbildung (School for Professional and Continuing Studies)
- Theologisches Seminar (Pacific Lutheran Theological Seminary).

## Zahlen zu den Studierenden, den Dozenten und zum Vermögen
Im Herbst 2021 waren 3.766 Studierende an der CLU eingeschrieben. Davon strebten 2.592 (68,8 %) ihren ersten Studienabschluss an, sie waren also undergraduates. Von diesen waren 53 % weiblich und 47 % männlich; 5 % bezeichneten sich als asiatisch, 4 % als schwarz/afroamerikanisch, 39 % als Hispanic/Latino und 39 % als weiß. 1.174 (31,2 %) arbeiteten auf einen weiteren Abschluss hin, sie waren graduates. Es lehrten 442 Dozenten an der Universität, davon 171 in Vollzeit und 271 in Teilzeit. 2006 waren es 3.190 Studierende gewesen, 2011 etwa 4000. 2011 bestand der Lehrkörper aus 154 Vollzeit- und 202 Teilzeit-Dozenten.
Der Wert des Stiftungsvermögens der Universität lag 2021 bei 144,9 Mio. US-Dollar und damit 25,6 % höher als im Jahr 2020, in dem es 115,4 Mio. US-Dollar betragen hatte.
2020/2021 betrug die mittlere Studiengebühr 45.982 $ (2011: 33.000 $), 2021/2022 waren es 46.012 $.